# The River Niger
The River Niger est une pièce de théâtre de Joseph A. Walker créée en 1972 par la Negro Ensemble Company à la St. Mark's Playhouse de Broadway (New York).

## Argument
Johnny Williams, peintre en bâtiment et poète amateur, tente de vivre de le ghetto de Watts à Los Angeles.

## Distinctions
- Tony Awards 1974 : Tony Award de la meilleure pièce[1]

## Film
The River Niger  a été adapté par Krishna Shah en 1976.